# An Dae-hyun
An Dae-hyun   (Goesan, 28 d'octubre de 1962) és un lluitador sud-coreà, ja retirat, especialista en lluita grecoromana, que va competir durant la dècada de 1980.
El 1988 va prendre part en els Jocs Olímpics d'Estiu de Seül, on guanyà la medalla de bronze en la competició del pes ploma del programa de lluita grecoromana.
En el seu palmarès també destaca una medalla de plata als Jocs Asiàtics de 1986.